# 李奕
李 奕（り えき、? - 346年）は、五胡十六国時代成漢の人物。

## 生涯
時期は不明だが、成漢の漢王李寿に仕えた。
漢興元年（338年）、李寿が政権掌握を目論んで挙兵し、1万の兵を率いて涪城から成都へと進軍した。李奕はその軍の先鋒となり、成都城を制圧した。
李寿が3代皇帝李期を廃すると、李奕は李寿へ鎮西将軍・益州牧・成都王を称して東晋へ称藩するよう進言したが、容れられなかった。
李寿が皇帝に即位すると、李奕は西夷校尉に任じられ、爪牙として厚遇された。
漢興2年（339年）、巴郡を守っていた李閎が東晋の将軍李松に敗れて捕えられた。李奕は鎮東将軍に任じられると、代わって巴郡を守った。巴東へ進出すると、東晋軍と争って敵将を討ち取った。後に鎮東大将軍に昇進となった。
漢興3年（340年）、李寿の命により牂牁を攻撃すると、牂牁郡太守謝恕は城を固く守った。城を攻め落とせないままに食糧が尽きたので、李奕は撤退した。
漢興6年（343年）8月、李寿が亡くなると、子の李勢が後を継いだ。李奕は太保に任じられた。
李勢の命により、大将軍･漢王李広の守る涪城を攻撃し、これを攻め下して李広に代わって涪城を守った。
嘉寧元年（346年）冬、李勢の政治が乱れているのを見ると、李奕は晋寿において乱を起こして挙兵した。蜀人の多くがこれに従い、兵は数万を数えた。成都へ向けて進軍すると、李勢は城を固く守って阻んだ。李奕は単騎で突撃して城門を突破したが、城兵により射殺された。